# 斯洛文尼亞比斯特里察
斯洛文尼亞比斯特里察是斯洛文尼亞東北部斯洛維尼亞比斯特里察市鎮的城鎮及行政中心，距離馬里博爾1小時車程，始建於13世紀。城镇面積为7.97平方公里，海拔高度275米。2019年，人口为8118。

## 外部連結
- 斯洛維尼亞比斯特里察市鎮官方网站 （页面存档备份，存于） （斯洛文尼亚文）

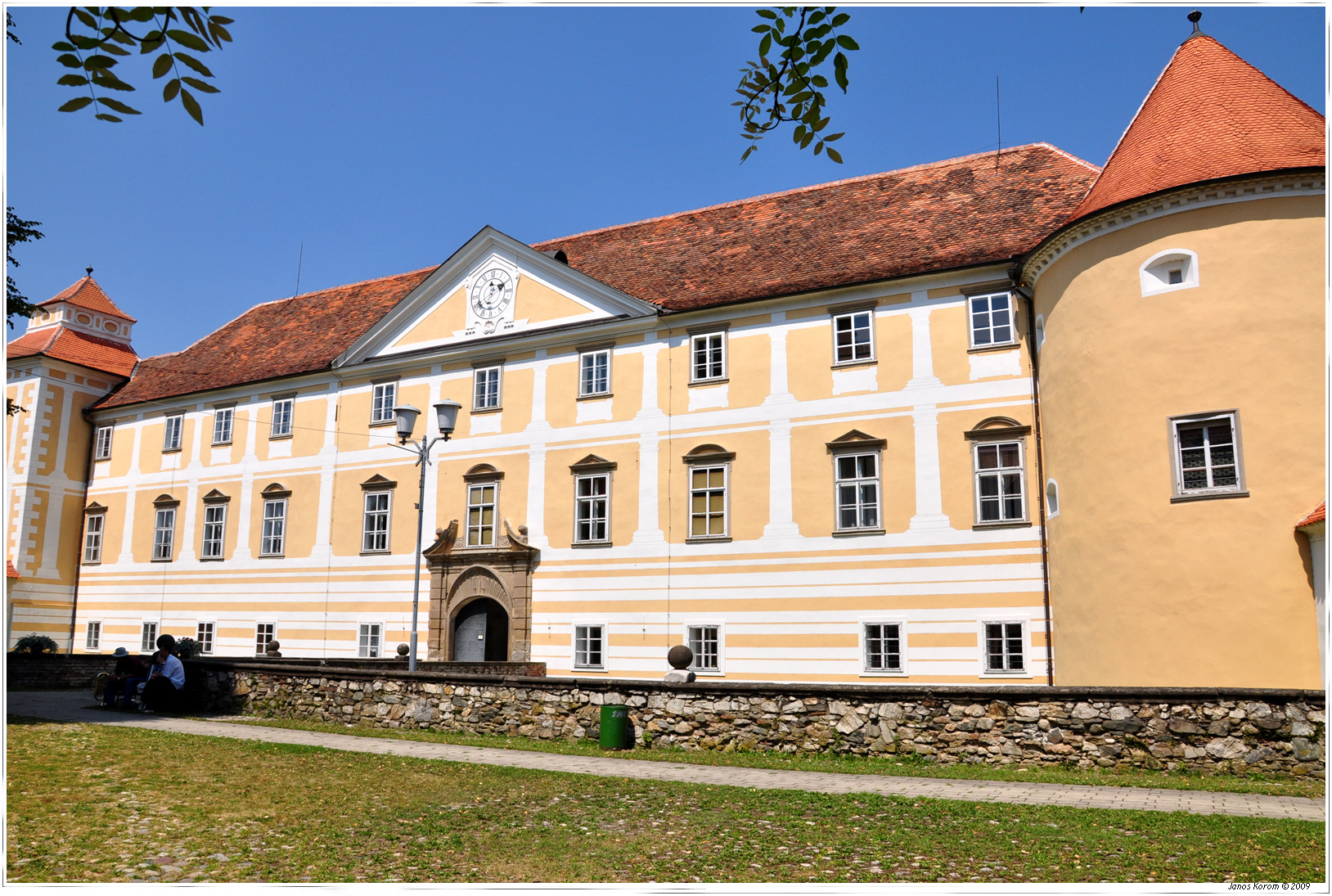
斯洛文尼亚比斯特里察城堡

- Slovenska Bistrica on Geopedia （页面存档备份，存于）